# 名勝負の解説
名勝負の解説（めいしょうぶのかいせつ）は、囲碁将棋チャンネルで放送の将棋の解説番組。
過去の名棋士の将棋を、棋士一名と、聞き手の女流棋士とで解説する。2019年現在は新作は作られておらず、過去の番組の再放送のみが行われている。2024年現在は再放送もされなくなった。
「升田幸三特集」を、升田の弟子である桐谷広人が解説するなど、解説の棋士は名棋士とかかわりがある場合がある。

## 主なシリーズ
- 大橋宗銀 VS 伊藤印達（解説：佐藤秀司、聞き手：大庭美夏）
- 大橋柳雪特集（解説：飯塚祐紀、聞き手：中倉彰子）
- 小野五平特集（解説：佐藤義則、聞き手：中倉彰子）
- 小菅剣之助特集（解説：近藤正和、聞き手：中倉彰子）
- 関根金次郎特集（解説：所司和晴、聞き手：上川香織）
- 木村義雄特集（解説：中村修、聞き手：安食総子）
- 塚田正夫特集（解説：安恵照剛、聞き手：上川香織）、
- 升田幸三特集（解説：桐谷広人、聞き手：林まゆみ）
- 山田道美特集（解説：桜井昇、聞き手：大庭美夏）
- 芹沢博文特集（解説：加瀬純一、聞き手：谷川治恵）
- 灘蓮照特集（解説：神崎健二、聞き手：大庭美夏）
- 富沢幹雄特集（解説：桜井昇、聞き手：安食総子）
- 佐瀬勇次特集（解説：沼春雄、聞き手：古河彩子）
- 村山聖特集（解説：郷田真隆、聞き手：中井広恵）